# 加世田駅
加世田駅（かせだえき）は、かつて鹿児島県加世田市本町（現・南さつま市加世田本町）にあった鹿児島交通枕崎線（南薩鉄道）の駅（廃駅）である。
鹿児島交通鉄道部所在地で、万世線の起点駅でもあった。現在はバスターミナルとなっている。

## 歴史
- 1914年（大正3年）5月10日：南薩鉄道枕崎線の伊作 - 当駅間延伸と同時に開業。
- 1916年（大正5年）10月22日：万世線当駅 - 薩摩大崎町間開業。
- 1931年（昭和6年）3月10日：枕崎線当駅 - 枕崎間延伸開業。
- 1962年（昭和37年）1月15日：万世線廃線。
- 1964年（昭和39年）9月1日：三州自動車との会社合併により、鹿児島交通枕崎線の駅となる。
- 1984年（昭和59年）3月17日：枕崎線廃線と共に廃止。

## 駅構造
本屋ホーム（単式）1面1線、島式ホーム1面2線の2面3線構造で、枕崎線の拠点駅の一つであり、構内には車両基地や多くの側線を持っていた。ただし、本屋側のホームは貨物用として使われており、晩年は廃車体が置かれた留置線となって機能しておらず、実質島式ホーム1面2線で運用されていた。
廃線まで万世線のホームも残されていた。

## 廃止後
鉄道駅としての廃止後、当地は「鹿児島交通加世田ステーション」となり、バスターミナル「加世田バスターミナル」も併設されている。
1994年（平成6年）には南薩鉄道記念館が開業し、廃線当時の状況を知ることができる。枕崎寄りには鹿児島交通のバス車庫と検車ピットがあり、検車場内にキハ100形が静態保存されている。
伊集院寄りにはニシムタ加世田店が営業中。2013年頃までは構内中央にベスト電器加世田店も営業していた（建物は現存せず。2013年12月に近隣地にエディオンとして移転後に閉店）。

## 隣の駅
鹿児島交通（南薩鉄道）
枕崎線
阿多駅 - 加世田駅 - 上加世田駅
万世線
加世田駅 - 薩摩万世駅